# Parlamentsvalet i Australien 2013
Parlamentsvalet i Australien 2013 hölls den 7 september 2013 för att fördela platserna till det 44:e australienska parlamentet.  Australian Labor Party ställdes mot en opposition som utgjordes av en koalition mellan konservativa Liberal Party of Australia och landsbygdsförankrade National Party of Australia. Koalitionen leddes av Liberal Party of Australias partiledare Tony Abbott.
Valet resulterade i ett maktskifte, då oppositionskoalitionen vann 92 mandat i det australienska representanthuset. Tony Abbott blev därmed utsedd till Australiens premiärminister. Australian Labor Party tappade 17 mandat och tvingades överlämna sin regeringsposition efter sex år vid makten.  

## Australienska valet
Representanter i underhuset (Australiens representanthus) röstas in genom val i enmansvalkretsar inom geografiska distrikt. Alla röstsedlar innehåller namnen på samtliga kandidater (cirka 5-10 st) från distriktet utan partibeteckning. Röstning sker genom att väljaren rangordnar samtliga kandidater på sin röstsedel genom att skriva siffror vid namnen. Om den högst rangordnade slås ut tidigt i rösträkningen flyttas rösten till nästa i rangordning och sedan räknas rösterna om. 
Överhuset, också kallad Senaten, har ett fast antal senatorer per delstat. En senator väljs för två mandatperioder, men hälften av de utvalda byts ut eller väljs om vid varje val. Inom varje delstat är platserna proportionellt fördelade, vilket ofta resulterar i att mindre partier har en större chans att bli representerade. Den absoluta majoriteten av enmansvalkretsarna vanns 2013 av arbetarpartiet och oppositionskoalitionen; 144 av de 150 platserna tillskrevs dem. Exakt lika många som vid det föregående valet. Detta val förlorade man dock sju av totalt 76 platser. Av dessa så erhöll Australian Greens en plats och de resterande sex platserna gick till partier som tidigare inte representerats.
Den ökade chansen att bli representerad som mindre parti har lett till att flertalet mindre partier och även oberoende kandidater prövar lyckan i senatsvalet. I valet 2013 konkurrerade 97 kandidater som representerade totalt 39 partier om sex senatsplatser i delstaten Victoria. En av dem var Julian Assange som representant för The Wikileaks Party. Han hoppades på det sättet kunna få diplomatisk immunitet. Det höga antalet kandidater resulterar i en lång röstsedel. Risken är därför stor att väljaren gör något fel och röstsedeln i sig kan därför anses vara ogiltig. Det är av detta skäl som AEC valt att införa gruppröstning där väljaren istället rangordnar kandidaterna.
```
              Senatsvalet 2013
 Parti                           Röster         %      Swing  Vunna   Kvar   Totalt   Ändring
Liberal/National Coalition	5,057,218	37.70	–0.59	17	16	33	–1
Australian Labor Party	        4,038,591	30.11	–5.02	12	13	25	–6
Australian Greens	        1,159,588	8.65	–4.46	4	6	10	+1
Palmer United Party	          658,976	4.91	+4.91	2	–	2	+2
Liberal Democratic Party	  523,831	3.91	+2.10	1	–	1	+1
Xenophon Group	                  258,376	1.93	+1.93	1	–	1	0
Family First Party	          149,306	1.11	–0.99	1	–	1	+1
Democratic Labour Party           112,549	0.84	–0.22	0	1	1	0
Austr. Motoring Enthusiast Party   67,560	0.50	+0.50	1	–	1	+1
Australian Sports Party             2,977	0.02	+0.02	1	–	1	+1
Other	                        1,384,027	10.32	+0.45	0	–	0	0
Total	                       13,413,019					76	
```